# 美国科学家
《美国科学家》（英語：American Scientist）（非正式的縮寫是AmSci）是美國發行的一本關於科學和技術的雙月刊雜誌。自1913年由Sigma Xi科學研究學會出版。每期都包括著名科學家和工程師撰寫的專題文章，從分子生物學到計算機工程領域的研究綜述。网络版《美国科学家》（ISSN 1545-2786）於2003年5月公開。
《美国科学家》每期還會有漫畫家的作品，包括西德尼·哈里斯、貝尼塔·愛潑斯坦和馬克·希思。另外，它還开设有專欄“科学家的床头柜”（Scientists' Nightstand），用於評論大量與科學有關的書籍和小說。

## 外部連結
- 官方网站
- Sigma Xi, The Scientific Research Society （页面存档备份，存于）